# Пруска военна академия
Пруската военна академия (на немски: Preußische Kriegsakademie) е военната академия на Прусия, както и на Германската империя след 1871 г.
Функционира от 1810 до 1915 година. Помещава се в сграда в берлинския район Лихтерфелде, на улица „Унтер ден Линден“ № 74. Архитект на сградата е Карл Фридрих Шинкел.
Във военната академия получават военно образование офицери от всички родове войски. Продължителността на обучението е 3 години, а броят на обучаващите се е около 400 души.